# Valenzuela flavidus
Valenzuela flavidus is een soort Psocoptera uit de Caeciliusidae-familie. 

## Kenmerken
De slanke, geelachtige insecten bereiken een lengte van drie millimeter. Ze hebben bruine vlekken. De voelsprieten hebben 13 segmenten. De vleugels hebben een kenmerkende bruinachtige adering. De nimfen zijn ook geel gekleurd.

## Voorkomen
De soort is vertegenwoordigd in het Palearctisch gebied (noordelijk deel van Eurazië) en in het Nearctisch gebied (Noord-Amerika). Bovendien strekt het verspreidingsgebied in Midden-Amerika zich uit tot Costa Rica. Valenzuela flavidus komt vooral voor op loofbomen en struiken.

## Levenswijze
Valenzuela flavidus is te zien van juni tot oktober. Ze vormen gewoonlijk drie generaties per jaar. Ze voeden zich onder meer met paddenstoelen. De soort is een eieroverwinteraar.